# Pohlia tundrae
Pohlia tundrae là một loài rêu trong họ Bryaceae. Loài này được A.J. Shaw mô tả khoa học đầu tiên năm 1981.